# Bleu de Thiézac
Le bleu de Thiézac est un fromage français, produit en Auvergne, à Thiézac, commune du Cantal.
Il est fabriqué comme le bleu d'Auvergne mais sa production est exclusivement artisanale.
Parmi les bleus d’Auvergne fermiers à saveur sapide : bleu de Costaros, le bleu de Loudes, le bleu du Velay et la fourme du Mézenc.

## Fabrication
Le bleu de Thiézac, à base de lait de vache à pâte persillée par la moisissure, est un ancien fromage salé à chaud selon la technique de la Maison Roussel. Le lait utilisé provient des herbages des monts du Cantal.

## Dégustation

### Saisons conseillées
Il est nettement meilleur en été et en automne du fait du lait de transhumance,.